# Unicorn Wars
Unicorn Wars és una pel·lícula antibel·licista animada per a adults hispano-francesa de 2022 dirigida i escrita per Alberto Vázquez Rico. Es va estrenar en sales el 21 d'octubre de 2022 amb versió doblada al gallec, i la preestrena en gallec es va celebrar el 13 d'octubre a Cantones Cinemes de La Corunya. A Bilbao, seu de la co-productora Uniko, també es preestrenà el 19 d'octubre de 2022.Va rebre el Goya a la millor pel·lícula d'animació el 2023.

## Sinopsi
Amb el teló de fons d'una vella guerra que enfronta als ossos de peluix fanàticament religiosos contra els unicorns ecologistes, en el fons de la trama subjeu la competència de dos germans ossos per l'amor de la seva mare.

## Producció
Alberto Vázquez va declarar tenir tres inspiracions principals en escriure la pel·lícula: Apocalypse Now, Bambi i la Bíblia.
El projecte va ser presentat en un panell "Work in Progress" del 45è Festival Internacional de Cinema d'Animació d'Annecy. El film és una coproducció espanyola i francesa de Abano Producións SL, Uniko Estudio Creativo S.L., Unicorn Wars AIE, Autour de Minuit, Productions SARL i Schmuby Productions SAS; la pel·lícula va rebre finançament de Eurimages.
Les veus en l'enregistrament original d'Español van ser proporcionades per Jon Goiri, Jaione Insausti, Ramón Barea, Manu Heras, Gaizka Soria, Itxaso Quintana, Maribel Legarreta i Kepa Cueto, entre d'altres.
La producció l'han realitzat Abano Produccions (Galícia), Autour de Minuit (França) i UniKo (País Basc). Aquesta última porta treballant amb Alberto des de l'any 2009, en el curtmetratge BirdBoy.

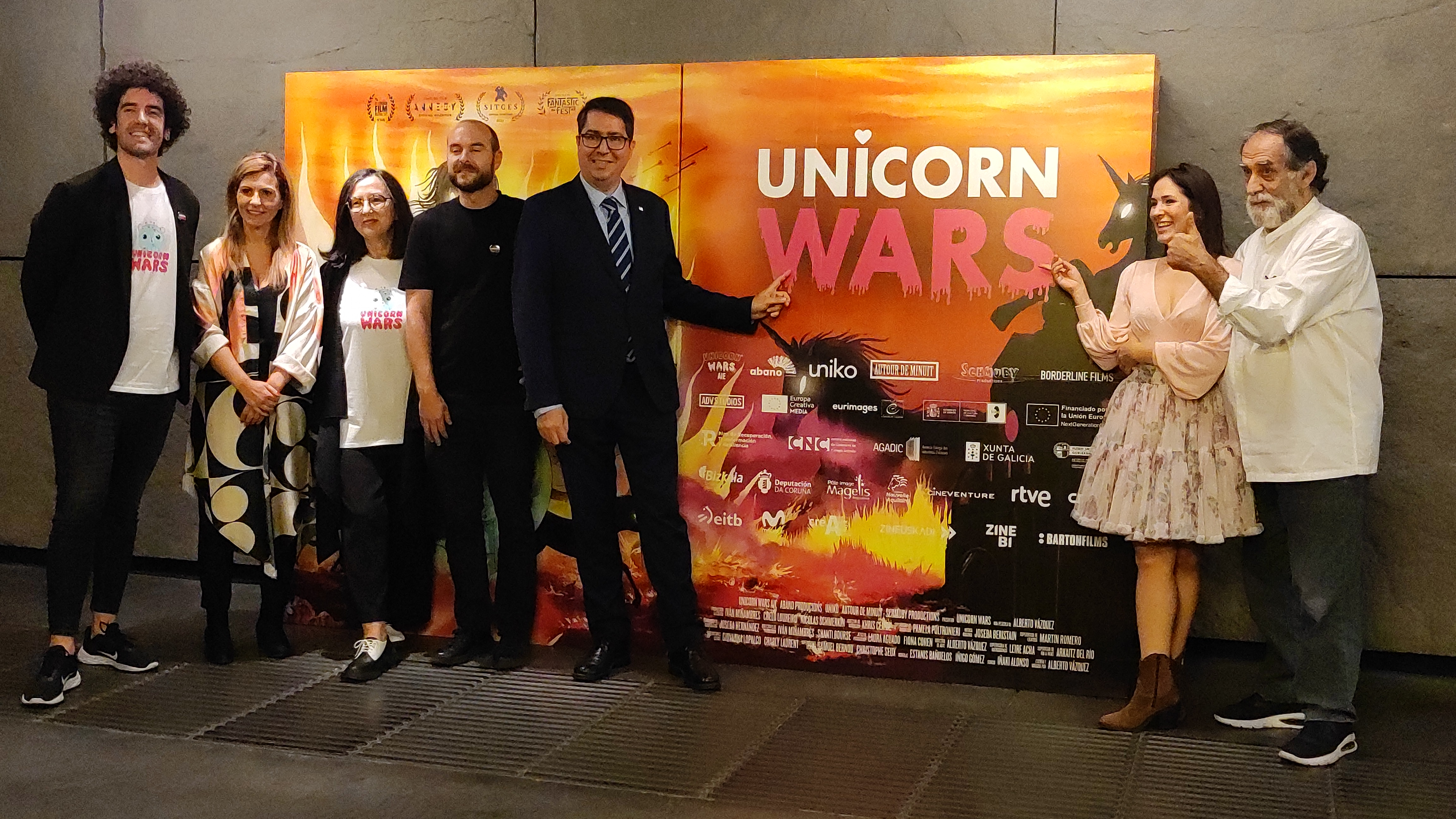
Preestrena d'Unicorn Wars a Bilbao.

## Llançament
La pel·lícula va ser presentada ael 46è Festival de Cinema d'Animació d'Annecy el 16 de juny de 2022, com a part del concurs oficial del festival.
Va fer la seva estrena als Estats Units al Fantastic Fest.
La pel·lícula es va estrenar a les sales de cinema espanyoles el 21 d'octubre de 2022 i en el Animation Film de Los Angeles l'endemà passat.A Bilbao, ciutat en la qual se situa la coproductora UniKo, es pre-va estrenar com a activitat preparatòria de la 64 edició de ZINEBI.

## Premis
| Any  | Premi                 | Categoria                    | Nominat                       | Resultat  | Ref    |
| ---- | --------------------- | ---------------------------- | ----------------------------- | --------- | ------ |
| 2023 | X Premis Feroz        | Premi Arrebato (Fiction)     | Premi Arrebato (Fiction)      | Nominat   | [ 13 ] |
| 2023 | 78es Medalles del CEC | Millor pel·lícula d'animació | Millor pel·lícula d'animació  | Pendent   | [ 14 ] |
| 2023 | XVII Premis Goya      | Millor pel·lícula d'animació | Millor pel·lícula d'animació  | Guanyador | [ 15 ] |
| 2023 | XVII Premis Goya      | Millor cançó original        | "Batalla" de Joseba Beristain | Nominat   | [ 15 ] |